# المجاعة والثراء والأخلاق
«المجاعة والثراء والأخلاق» هي مقالة كتبها بيتر سنجر في عام 1971، ونُشرت في الفلسفة والشؤون العامة في عام 1972. ويجادل بأن الأشخاص الأثرياء ملزمون أخلاقياً بالتبرع بموارد أكثر لأسباب إنسانية مما يعتبر طبيعيا في الثقافات الغربية. المقال مُستوحي من تجويع لاجئي حرب الاستقلال البنغلاديشية، ويُستخدم وضعهم كمثال، علي الرغم من أن حجة سنجر عامة في النطاق، ولا تقتصر علي مثال بنغلاديش. تم تأليف المقال علي نطاق واسع كمثال علي التفكير الأخلاقي الغربي.